# Ashes to Ashes
«Ashes to Ashes» (с англ. — «Прах к праху») — сингл Дэвида Боуи, выпущенный в 1980 году в поддержку альбома Scary Monsters (and Super Creeps). Песня заняла 1-е место в национальном хит-параде Великобритании, став одним из нескольких синглов этой пластинки, добившихся подобного результата. Среди особенностей трека следует отметить креативное видео, срежиссированное самим автором совместно с Дэвидом Маллетом. В тексте песни музыкант вернулся к своему персонажу Майору Тому, главному герою «Space Oddity», на которого позднее сослался при сочинении ещё одной композиции — «Hallo Spaceboy» (1996). В 1981 году Боуи заявил, что написав «Ashes to Ashes», он «подвёл итоги 1970-х непосредственно для самого себя, и эта песня оказалась хорошей эпитафией для этой цели».

## Музыка и лирика
Меланхоличная и рефлексирующая, «Ashes to Ashes» продемонстрировала переосмысление Боуи, как «парня, который был в той ранней песне», а именно, фигуры Майора Тома из его первого хита 1969 года, «Space Oddity». Описываемая прессой как «содержащая больше посланий в секунду», чем любой другой сингл 1980 года, эта песня также содержала меланхоличные размышления о моральных и творческих путях певца:

Я никогда не делал хорошего
Я никогда не делал плохого
Я никогда не делал ничего неожиданного
Оригинальный текст (англ.)
I’ve never done good things
I’ve never done bad things
I never did anything out of the blue
Вместо астронавта хиппи, который небрежно ускользает от уз грубого и материального мира, чтобы путешествовать по ту сторону звёзд («hippie astronaut who casually slips the bonds of a crass and material world to journey beyond the stars»), из «Space Oddity», песня описывает Майора Тома как «наркомана, пристрастившегося к райскому наркотику, достигнув самого дна» (англ. «junkie, strung out in heaven’s high, hitting an all-time low»). Лирика песни интерпретировалось как игра на названии альбома Low (1977), который наметил уход Боуи в себя, после его эксцессов с наркотиками в США, случившимися незадолго до выхода альбома. Таким образом «Ashes to Ashes» контрастировала с историей из «Space Oddity», где основной идеей Майора Тома было вырваться наружу, в просторы космоса, тогда как здесь Майор Том замыкается в себе и становится наркоманом.

Эффект плёнки с воздействием солнца, кадр из клипа

Финальные строчки: «Моя мать сказала, чтобы добиться своей цели, то лучше не связываться с Майором Томом» (англ. "My mother said, to get things done, you better not mess with Major Tom") напоминали куплет из детской песенки:

Моя мать сказала,
Что, я не должен никогда
Играть с цыганами в лесу
Оригинальный текст (англ.)
My mother said
That I never should
Play with the gypsies in the wood
Боуи сказал в интервью New Musical Express, вскоре после выхода сингла: «Это действительно является одой детству, если хотите, популярному стишку. Речь идет об астронавтах, становящихся наркоманами (смеется)» (англ. «It really is an ode to childhood, if you like, a popular nursery rhyme. It’s about space men becoming junkies (laughs)»).
Музыкально «Ashes to Ashes» отличался своей синтетической звуковой последовательностью, построенной на фанк-басе, и многослойной вокальной структурой. Пожалуй, наиболее сложная звуковая работа Боуи на сегодняшний день, хоровая структура была создана Чаком Хэммером (англ. Chuck Hammer), с помощью четырёх гитарных синтезаторов, каждый из которых играл против инверсий аккорда, это было подкреплено невозмутимым вокалом Боуи и второстепенными голосами.

## Музыкальное видео
Видеоклип «Ashes to Ashes» стал одним из самых знаковых видео 1980-х годов. На его создание было затрачено £250 000, таким образом, клип стал самым дорогим из всех, снятых когда-либо на тот момент. В него включены сцены с цветом, подверженным воздействию солнца (был использован инновационный метод Quantel Paintbox (англ.), и абсолютно чёрно-белым цветом. В клипе Боуи появился в костюме Пьеро, который стал доминирующим визуальным образом периода Scary Monsters. Кроме того, в клипе снялся Стив Стрейндж и другие члены лондонской сценической труппы «Blitz Kids» (англ.), в том числе Джудит Франклин и Дарла Джейн Гилрой, предшественники (позднее участники) движения «Новая романтика», которое возникло, в большей степени, под влиянием музыки и образа Боуи.
Боуи описал сцену, где он и Blitz Kids идут по направлению камере перед бульдозером, как символ «надвигающегося насилия». Хотя кажется, что две из Blitz Kids время от времени кланяются, на самом деле они пытаются оттащить свои платья от бульдозера, чтобы не попасть под гусеницы. Сцены певца в скафандре — который подключен к системе жизнеобеспечения в больнице — и другие, показывающие его, запертого в мягкой комнате психиатрической больницы, отсылают к Майору Тому и его новой, жалкой интерпретации Боуи. Несмотря на распространённое мнение, пожилая женщина, читающая мораль Боуи в конце клипа, не является его настоящей матерью, это была Вин Мэк (Wyn Mac), жена комика Джимми Mэка (Jimmy Mac), который был хорошо известен аудитории театра Floral Pavilion Theatre, из города Нью-Брайтон (англ.) в графстве Мерсисайде.
Читатели «Record Mirror» проголосовали за «Ashes to Ashes» и следующий сингл Боуи — «Fashion», в номинации «Лучшие музыкальные видео 1980-х».

## Издание сингла
«Ashes to Ashes» стал хитом #4 в UK Singles Chart за первую неделю после выхода и достиг #1 во вторую неделю, что сделало его самым быстро продаваемым синглом Боуи на тот момент. Он был издан в трёх различных версиях: первая — 100 000 копий с одной из четырёх индивидуальных обложек, на которых был изображен Боуи в костюме Пьеро, который он носил в видеоклипе к песне. Вторая — сторона «Б» с синглом «Move On», песней из его предыдущего альбома Lodger (1979). Третья — американское издание, сторона «Б» сингла «It’s No Game (No. 1)». В Германии песня была издана на обратной стороне сингла «Alabama Song». В хит-парадах Соединённых Штатов сингл достиг позиции #101.

## Список композиций
Все тексты написаны Дэвидом Боуи.
| №  | Название                        | Длительность |
| -- | ------------------------------- | ------------ |
| 1. | «Ashes to Ashes» (Прах к праху) | 3:34         |
| 2. | «Move On» (Шевелись)            | 3:16         |

## Участники записи

### Музыканты
- Дэвид Боуи: вокал
- Чак Хэммер: синтезатор, гитаро-синтезатор
- Карлос Аломар: гитара
- Саймон Хайс: виолончель
- Рой Биттен: фортепьяно
- Джордж Мюррей: бас
- Деннис Дэвис: ударные

### Продюсеры
- Тони Висконти
- Дэвид Боуи

## Хит-парады
| Хит-парад (1980)                     | Высшая позиция |
| ------------------------------------ | -------------- |
| UK Singles Chart                     | 1              |
| Irish Singles Chart                  | 4              |
| Australian Kent Report Singles Chart | 3              |
| Canadian Singles Chart               | 35             |
| Swiss Singles Chart                  | 11             |
| Austrian Singles Chart               | 6              |
| Swedish Singles Chart                | 6              |
| Norwegian Singles Chart              | 3              |
| German Singles Chart                 | 9              |

## Различные издания

### Альтернативные версии
Долгое время ходили слухи о расширенной невыпущенной версии песни, предположительностью примерно 13 минут и содержащей дополнительную лирику, более длинное постепенное затухающее изображения и соло синтезатора. «12:55» версия, которая появилась на бутлеге «From a Phoenix… The Ashes Shall Rise», являлась фальшивкой, повторяя инструментальные проигрыши песни, чтобы достигнуть её дополнительной длины. Точно так же «11:44» версия, на бутлегах, таких как «Glamour», «Vampires of the Human Flesh» и «Monsters to Ashes» были также оригинальной версией песни, с повторяющимися инструментальными проигрышами.

### Концертные версии
- Концертная запись, специального выступления на радиошоу в BBC Radio Theatre, была издана 27 июня 2000 года, на бонус-диске, второго издания сборника Bowie at the Beeb.
- Концертная запись из тура A Reality Tour появилась на одноимённом DVD, 2003 года.
- Боуи исполнял песню в турах: Serious Moonlight, Sound and Vision, Heathen, Reality[6].

### Другие издания
- Для раскрутки сингла, в августе 1980 года, вышел микс из двух песен — «Space Oddity» и «Ashes to Ashes», названный «Продолжение истории Майора Тома» («The Continuing Story of Major Tom»), микс был выпущен в США[14]. Однако этот микс был просто песней «Space Oddity», плавно переходящей в сингл-версию «Ashes to Ashes». B-сторона являлась полноценной альбомной версией песни «Ashes to Ashes».
- Композиция появилась на следующих сборниках:
  - Changestwobowie (single edit) (1981)
  - Golden Years (1983)
  - Fame and Fashion (1984)
  - Sound and Vision (1989)
  - Changesbowie (1990)
  - The Singles Collection (1993)
  - Best of Bowie (2002)

### Кавер-версии
- Sunna[англ.] — вышел в альбоме «Two Minute Terror»
- Lassigue Bendthaus — Pop Artificielle
- Happy Rhodes — Rhode Songs (1993)
- Tears for Fears — вышел в альбомах «Ruby Trax», «Saturnine Martial & Lunatic» и «David Bowie Songbook»
- Bic Runga — концертная запись
- Something for Kate — концертная запись, вышла на B-sides compilation CD
- jacksoul — mySOUL (2006)
- Tripod[англ.] — концертная версия, комбинирована с «Space Oddity» (2006)
- Саманта Мамба — семплирован на её сингле «Body II Body». (2000)
- Bojan Z — Xenophonia (2006)
- Sneaker Pimps — ICA Home Taping Cover Set (2000)
- Vitamin String Quartet — BowieMania: Mania, une Collection Obsessionelle de Beatrice Ardisson (2007)
- Danny Michel — Loving the Alien: Danny Michel Sings the Songs of David Bowie (2004)
- Northern Kings — Reborn (2007) с вокалистом Тонни Какко
- Jeniferever — Repetition Bowie (2007)
- Keane — трибьют «Ashes to Ashes» на песне «Better Than This» из альбома «Perfect Symmetry» (2008)
- Dana International — семплирован на её песне «Gotta Move On». (2002)